# 모여라 꿈동산
모여라 꿈동산은 1982년 3월 3일부터 1988년 5월 6일까지 MBC에서 방영된 어린이 대상 프로그램이다.

## 코너 목록
- 《바베크 탐정과 검은별》
- 《한국에 온 ET》
- 《풍풍 임금님》
- 《태극아이 505》
- 《치티치티 빵빵》

ㅡ 인형극
파란마음 하얀마음
아라비안나이트
집없는 천사
왕자와 그지
장발장